# Het ding op de drempel
Het ding op de drempel (originele titel "The Thing on the Doorstep") is een kortverhaal van de Amerikaanse schrijver H. P. Lovecraft. Het verhaal maakt deel uit van zijn Cthulhu Mythos. Het verhaal werd door Lovecraft geschreven in augustus 1933, maar pas vier jaar later voor het eerst gepubliceerd in de januari 1937-editie van  Weird Tales.

## Inhoud

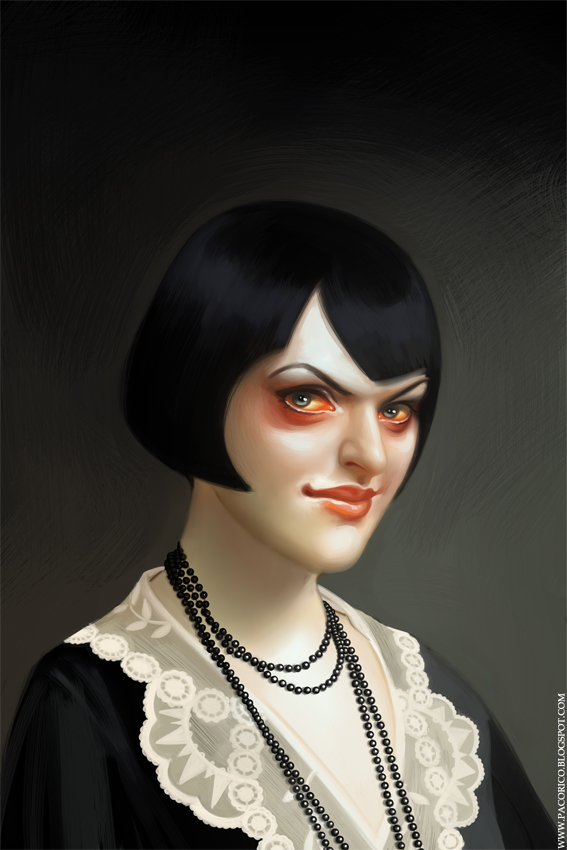
Asenath Waite (Paco Rico Torres, Innsmouth Magazine n° 1-4, Innsmouth Free Press).

Het verhaal wordt verteld door Daniel Upton, die begint met op te biechten dat hij zojuist zijn vriend Edward Derby vermoord heeft; alleen was dit volgens hem niet langer Edward Derby. Hij hoopt met zijn verklaring bewijs te kunnen leveren waarom hij niet Edward Derby’s moordenaar is.
Upton en Derby waren al sinds hun jeugd goede vrienden, ondanks dat Derby 8 jaar jonger was dan Upton. Derby was altijd al een verlegen en teruggetrokken man die door zijn ouders zeer beschermend werd opgevoed. Tijdens zijn studie architectuur aan de Miscatonic University, leert Derby een vrouw genaamd Asenath Waite kennen. De twee worden verliefd en trouwen uiteindelijk. Waite blijkt uit Innsmouth te komen en de dochter te zijn van een zekere Ephraim Waite, een man die in Innsmouth zelf vermeden werd door de lokale bevolking omdat hij zich met duistere praktijken bezighield.
In de jaren erop verandert Derby’s gedrag sterk; zo wordt hij een stuk assertiever en gaat er geregeld alleen met de auto op uit, terwijl hij vroeger niet durfde te rijden. Af en toe vervalt hij bij deze autoritjes echter weer in zijn oude gedrag en moet dan altijd iemand vragen hem naar huis te rijden. Hij begint bovendien steeds meer op zijn vrouw te lijken. Op een avond biecht Derby aan Upton op dat Waite een manier kent om van lichaam te ruilen met hem, en dit ook regelmatig doet. Zij is het die in zijn lichaam steeds eropuit gaat. Bovendien heeft hij vermoedens dat Asenath Waite in werkelijkheid Ephraim is, die voor zijn dood het lichaam van zijn dochter stal en nu Derby´s lichaam wil om verder te kunnen leven. Het gesprek wordt abrupt afgebroken wanneer voor Uptains ogen Derby weer overgenomen wordt door Waite.
Uiteindelijk komt Derby op een dag met de mededeling dat hij Waite de deur heeft gewezen en een manier gevonden heeft om haar ervan te weerhouden nog langer zijn lichaam te stelen. Waite lijkt hem echter niet geheel los te kunnen laten en Upton laat Derby opnemen in een inrichting. Op een nacht klopt er iemand aan zijn deur, en wanneer Upton opendoet ziet hij een zwaar misvormd mens op zijn drempel. Deze geeft hem een brief waaruit blijkt dat Derby Waite niet had weggestuurd, maar haar had vermoord op een moment van onachtzaamheid. Dit bleek echter niet voldoende om haar een halt toe te roepen, want zelfs vanuit de dood bleef ze haar werk voortzetten. Waite zit nu permanent in Derby´s lichaam, en Derby´s persoonlijkheid zit in wat er over is van Waite´s lijk; het wezen dat nu op de drempel ligt. De brief eindigt met het dringende verzoek aan Upton om Waite/Edward Derby te vermoorden en haar lijk te verbranden zodat ze voorgoed verslagen zal zijn. De volgende dag begeeft Upton zich naar de kliniek, en schiet Derby dood.

## Inspiratie

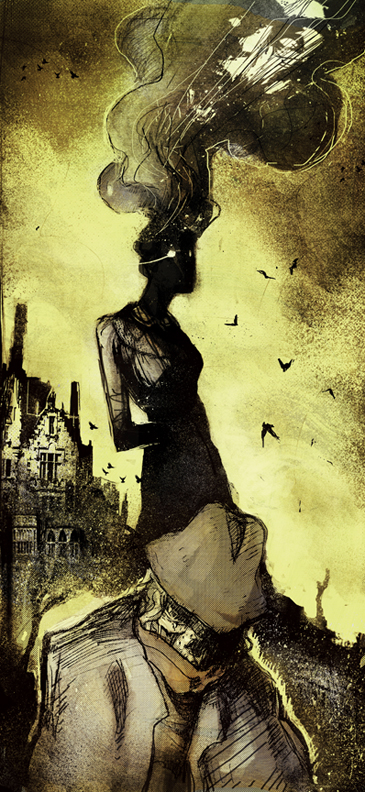
The Thing on the Doorstep, Alex Eckman-Lawn.

Twee romans die mogelijk als inspiratiebron dienden voor Het ding op de drempel zijn Barry Pain's An Exchange of Souls (1911), over een wetenschapper die door een uitvinding van persoonlijkheid kan wisselen met zijn vrouw, en H. B. Drake's The Remedy (1925; ook uitgebracht als The Shadowy Thing), waarin een personage aan de dood kan ontsnappen door van lichaam te wisselen met een gewonde vriend.

## Connecties met andere verhalen
- In Het ding op de drempel wordt een paar maal verwezen naar andere elementen uit de Cthulhu mythos, waaronder fictieve plaatsen (Arkham, Miskatonic University, Innsmouth, Kingsport), boeken (de Necronomicon, Book of Eibon, Unaussprechlichen Kulten), en wezens (Azathoth, Shub-Niggurath, shoggoths).
- Lovecraft gebruikte het idee van wezens die van lichaam kunnen wisselen met iemand anders opnieuw in "The Shadow out of Time" (1935).
- Edward Derby heeft als middelste naam Pickman; een naam die Lovecraft eerder gebruikte in "Pickman’s Model".
- Derby onderhoudt in het verhaal tevens contact per brief met een dichter genaamd Justin Geoffrey. Dit is een verwijzing naar het verhaal "The Black Stone" van Robert E. Howard.
- Peter Cannon schreef twee vervolgen op Het ding op de drempel: “The Revenge of Azathoth” (1994) en “The House of Azathoth” (1996).
- Daniel Upton komt ook voor in Fritz Leiber's verhaal "To Arkham and the Stars" (1966) , waarin alle aanklachten tegen hem omtrent zijn moord op Derby blijken te zijn verworpen.[3]